# صحفي

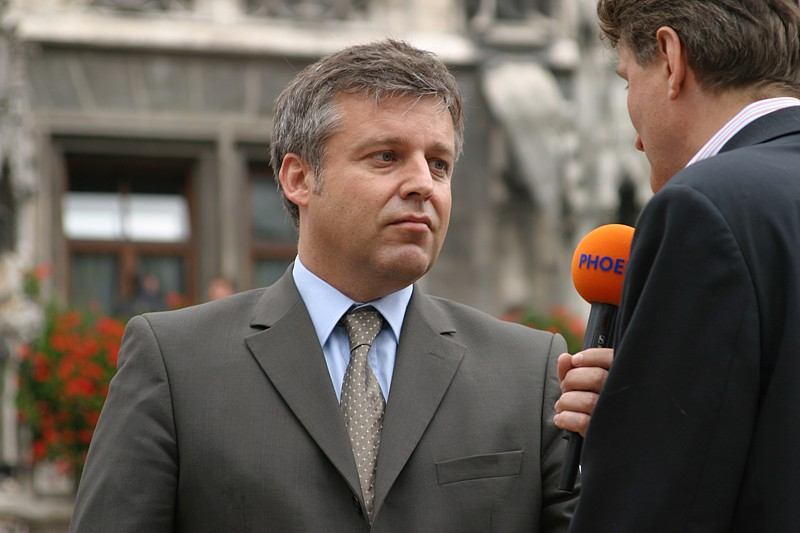

الصحفي هو الشخص الذي يزاول مهنة الصحافة إما منطوقة أو مكتوبة، وعمل الصحفي هو جمع ونشر المعلومات عن الأحداث الراهنة، والاتجاهات وقضايا الناس وعمل ريبورتاجات، كما أن مهنة الصحفي هي إعداد تقارير لإذاعتها أو نشرها في وسائل الإعلام المختلفة مثل الصحف والتلفزيون والإذاعة والمجلات.

## التاريخ

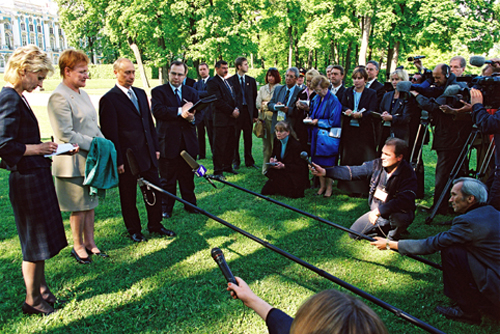
J.

صحفي كلمة عربية قديمة. كانت بالسابق تقال لمن يجلب المعلومات من الكتب دون معلم. فكانوا عند المناقشات الأدبية يعيبون على من ليس له شيخ أو معلم وينعتونه بكلمة صحفي.
الأمر المهم هو تدرج هذه الكلمة.
عند بداية تشكيل القرآن من قبل أبو الأسود الدؤلي بالنقط. وكان يقصد بها الضم والفتح والكسر.
وبعدها وضع نصر بن عاصم نقطه الجديدة التي كان يعني بها تعجيم القرآن.
في ذلك الوقت تضاربت النقاط. حتى بدأ قارئ القرآن يصحف ويخلط بالمصحف ما بين الضم والجيم والخاء. وذلك لعدم اهتمامه بالمعلم أو بشيخ يعلمه حروف القرآن. حتى تدارك هذه المشكل الخليل الفراهيدي.
لا تزال هذه الكلمة تحمل نفس المدلول القديم لكن بموقف مختلف. ذلك لأن الصحفي الحالي لا يهتم بنقل خبر أو حدث فقط وإنما يهتم أيضا بالتفسير والتعليق على الأحداث والتواصل مع جمهور قرائه.
وقد تطور العمل الصحفي خلال القرن العشرين، فمنهم المتخصص في الكتابة عن الاقتصاد أو التحليل السياسي أو العلوم أو الطب أو الفلك، ومنهم من يغامر وينقل الأخبار من مواقع الأحداث ويعرض نفسه لأخطار في ميادين القتال والثورات. وأصبح الصحفي يشكل مجتمعه ويفتح له نوافذا واسعة في نطاقات التفكير الحر والحرية والمساواة والخلاص من قيود الفئوية والعشائرية والتفكير الضيق. كلما تطور الصحفي وارتفع بتفكيره وبمسؤوليته أمام مجتمعه انتفع جمهوره وقرائه من عمله، وبه تتطور الشعوب إذ انه أصبح يهتم بالتحليل والنقد.

## مجالات عمل الصحفي

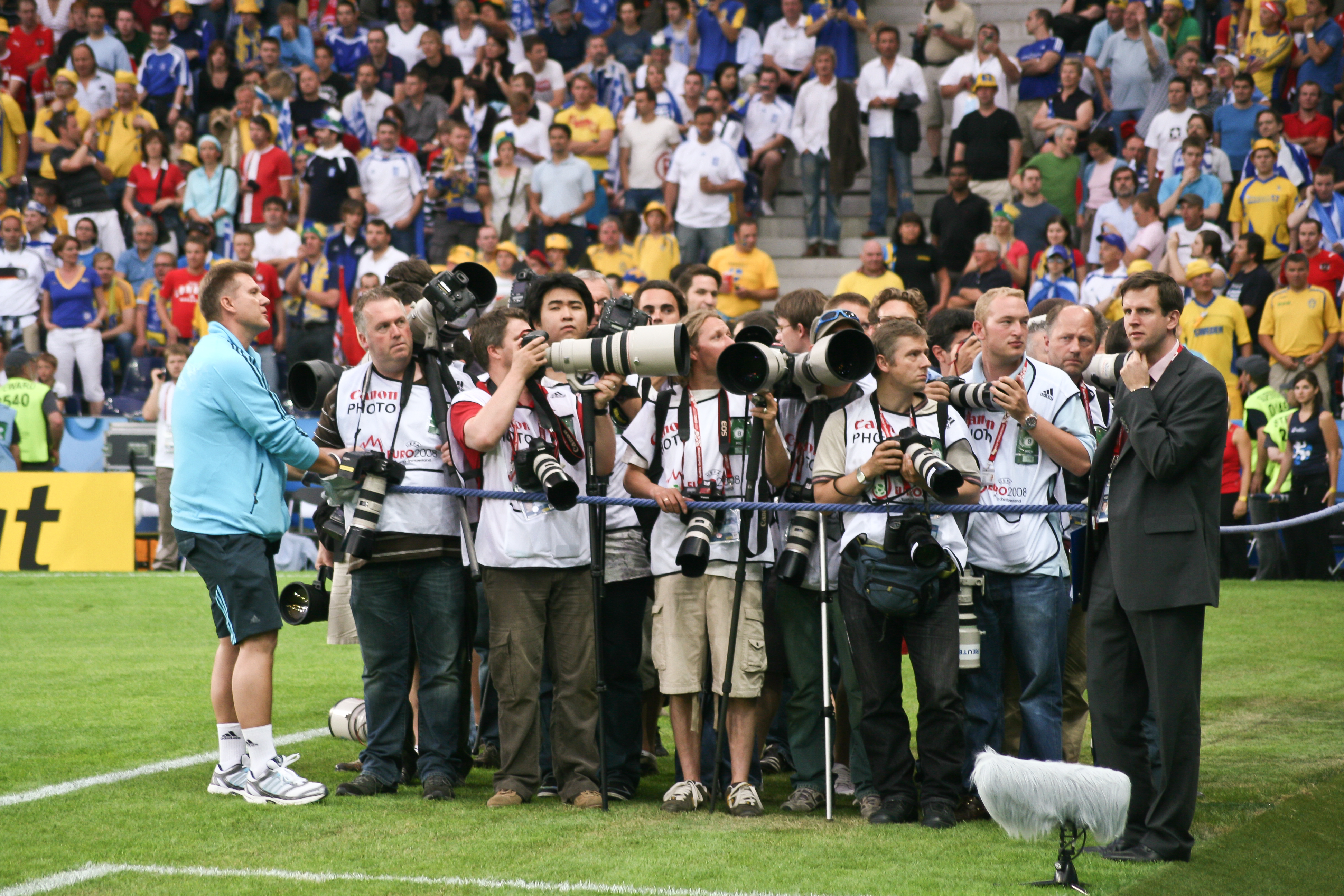
مصورون صحفيون خلال أويفا أيرو 2008.

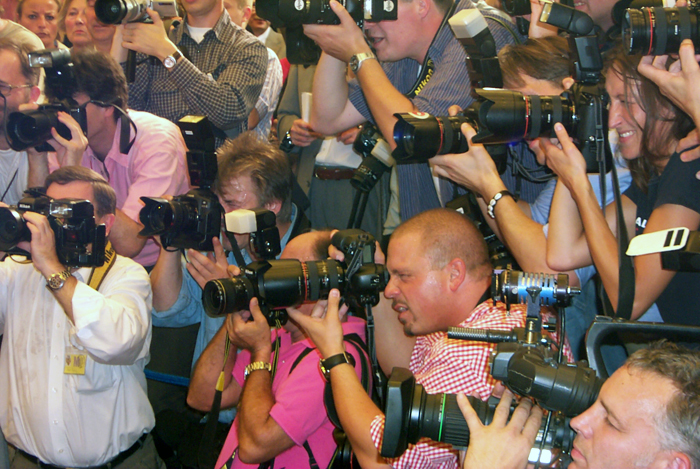
مصورون صحفيون.

يعمل الصحفي في وسائل الإعلام المكتوب مثل الصحافة والمجلات وصحف الدعاية، ويعمل أيضا في الإذاعة والتلفزيون وفي وسائل التواصل مع الجمهور ومكاتب ووكالات الأخبار. وكثير من الصحفيين يعملون كصحفي مستقل أو حر يجوب البلاد المختلفة وينقل منها الأخبار.
وتميل شركات لتعيين صحفيين بها يقومون بإعلام الجمهور والتواصل معهم ويقومون بشرح مزايا أو مشكلات إنتاجية ويشكلون دعما قويا لأقسام المبيعات والتسويق. ومنهم من يقوم بأعمال شبيهة في المصالح الحكومية أو المؤسسات الكبيرة العامة مثل السكك الحديدية أو شركات الطيران.
وفي مجال الصحف اليومية فمن الصحفيين من يعمل في الصحافة المحلية حيث يهتم بشؤون المدينة أو المحافظة فهم يكتبون عن المتاجر الجديدة والمباني الجديدة ومشروعات البنية التحتية والنشاط الاجتماعي والرياضي والثقافي في المدينة أو المحافظة، ومنهم من يعمل في الصحف الكبيرة ويغطي عملها بصفة رئيسية كالأخبار الرئيسية الداخلية والعالمية والأوضاع السياسية والاقتصادية والرياضية والتجارية والعلمية والثقاقية وغيرها. ومن هؤلاء من يهتم بالنقد الثقافي في مجالات السينما والمسرح والأدب، وتستقيد منهم الأوساط العاملة في تلك المجالات. ومنهم من يقوم بعمل باحث في الشئون الاجتماعية مثل رياضة الصغار أوالتخمة أو الجريمة أو ظروف العمل في أحد القطاعات والمصانع.

## معرض صور

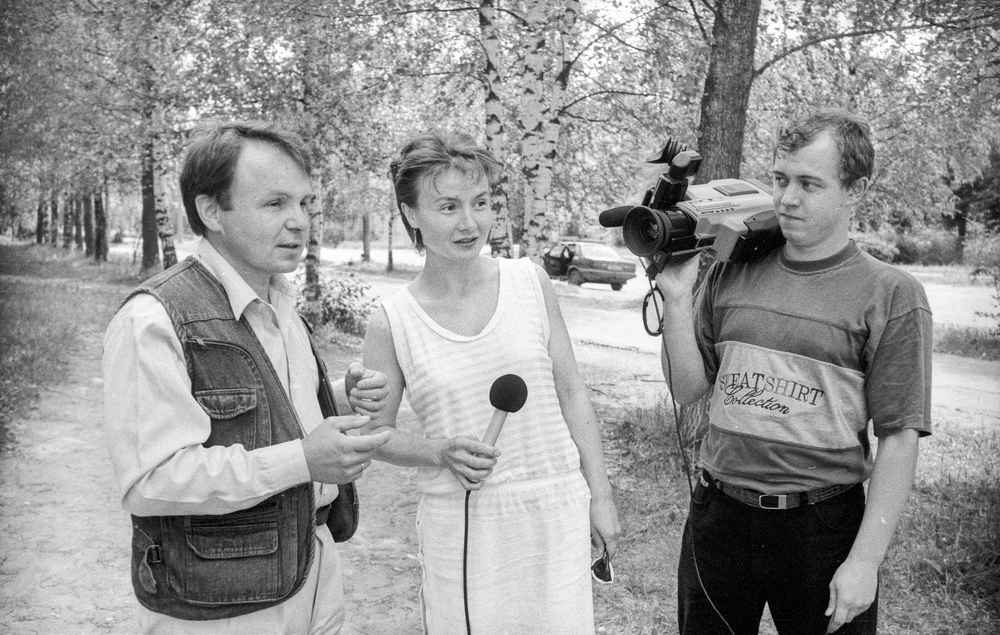
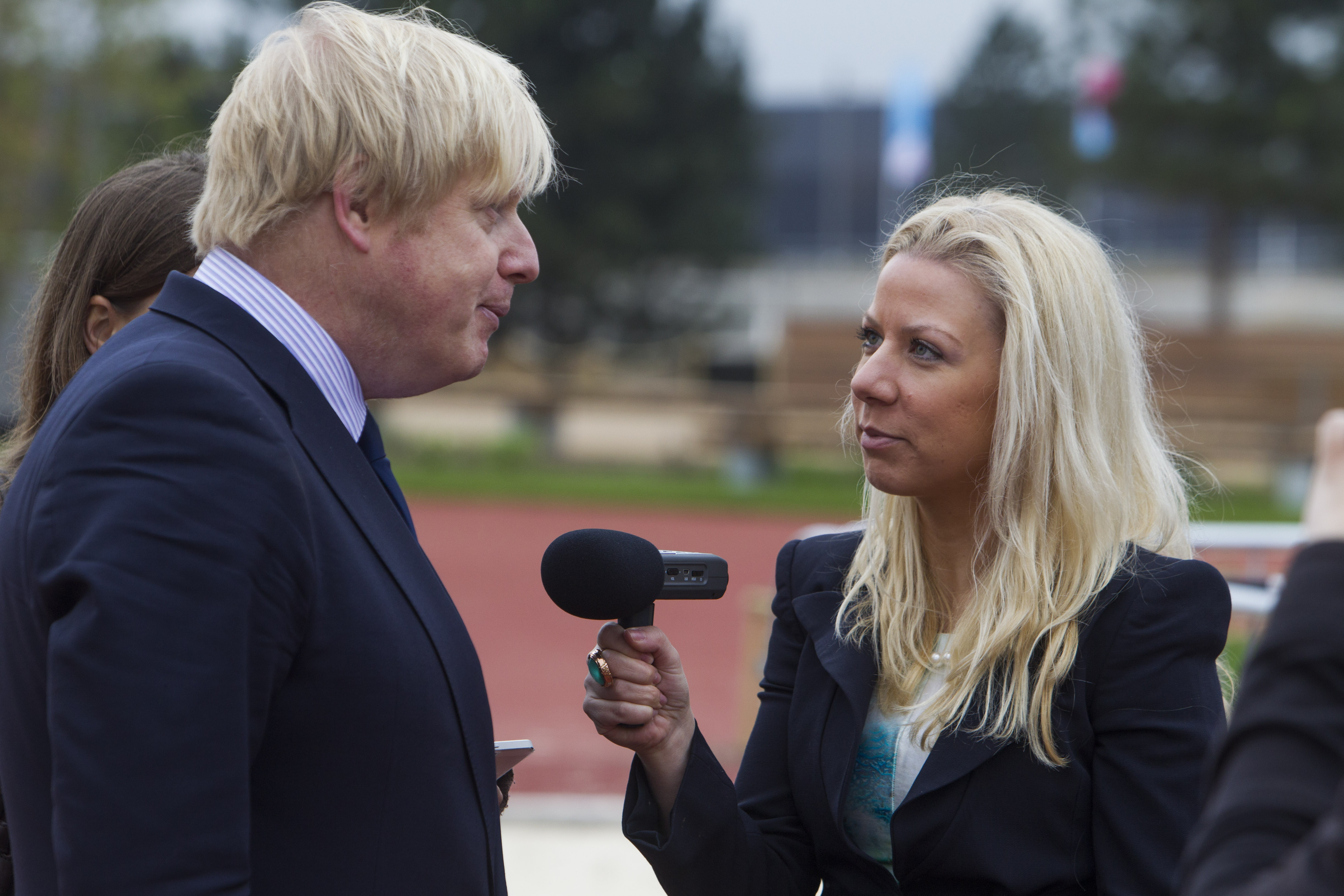
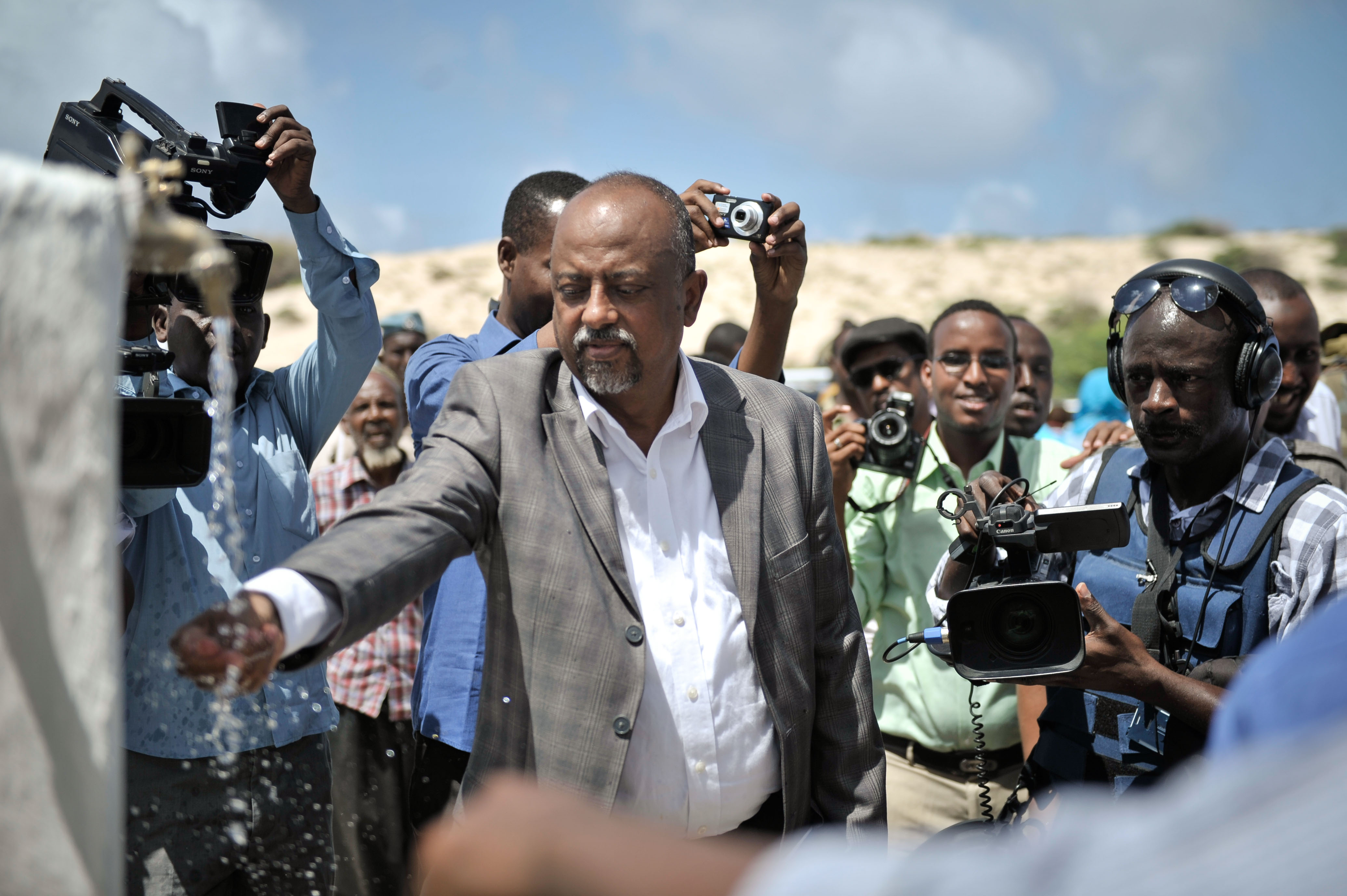

## اقرأ أيضا
- شبكة الصحافة العربية
- مراسل
- جواز صحفي
- دبلوم صحافة
- عقيدة الصحفي
- صحافة
- أخلاقيات الصحافة
- صحافة مستقلة
- صحافة مدفوعة الأجر
- امتيازات المراسل الصحفي